# І широкую долину…
«І широкую долину…» — вірш Тараса Шевченка, написаний на засланні 1848 року на Косаралі.

## Написання
Збереглося кілька чистових автографів вірша: автограф у «Малій книжці»; автограф у «Більшій книжці». Автографи не датовано.
Вірш датується дослідниками за місцем автографа у «Малій книжці» серед творів 1848-го та часом зимівлі Аральської описової експедиції в 1848—1849 роках на Косаралі, орієнтовно: кінець вересня — грудень 1848 року, місце написання — Косарал.
Автограф, з якого вірш переписано до «Малої книжки», не відомий. До «Малої книжки» Шевченко заніс вірш під № 50 у дев'ятому зшитку за 1848 рік орієнтовно наприкінці 1849-го — на початку 1850 року (до арешту 23 квітня). Під час переписування він замінив слово в рядку 4, закреслив описку після рядка 9. 1858 року, не раніше 18 березня і не пізніше 22 листопада, Шевченко переніс з «Малої книжки» до «Більшої книжки» доопрацьований текст твору, зробивши ряд виправлень у його середній частині. Публікацію в журналі «Народное чтение» (1860 рік, № 1, стор. 143) здійснено за «Більшою книжкою». Вірш «І широкую долину…» надруковано першим серед чотирьох Шевченкових творів (слідом за ним ідуть «Не вернувся із походу…», «І багата я…», «Полюбилася я…») під загальною назвою «Малороссийские стихотворения» без прізвища автора. Тут же вміщено російський переклад усіх творів О. Плещеєва.
Найімовірніше, з «Малої книжки» вірш переписано до рукописного списку невідомої особи з окремими виправленнями Шевченка кінця 1850-х років, що належав Л. Жемчужникову і не зберігся. Деякі відміни цього списку подав О. Кониський. Зафіксовані ним варіанти вірша «І широкую долину…» збігаються з текстом «Малої книжки».

## Публікація
Вперше вірш надруковано в журналі «Народное чтение» (1860 рік, № 1) без підпису автора. Вперше введено до збірки творів у виданні: «Кобзарь Тараса Шевченка / Коштом Д. Е. Кожанчикова» (СПб., 1867 рік, стор. 482) і того ж року у книжці: «Поезії Тараса Шевченка» (Львів, 1867 рік, том 1, стор. 237). В обох цих виданнях вірш подано за публікацією в «Основі» (1861 рік, № 8, стор. 1), в якій надруковано текст «Більшої книжки», в рядку 9 контамінований з «Малою книжкою».
Відомі дослідникам списки вірша походять від друкованих джерел. Першодрук у журналі «Народное чтение» (1860 рік, № 1, стор. 143) є джерелом списку у рукописній збірці «Барвінок. Пісні, вірші та байки», укладеній 1863 року А. Фесенком. Від публікації в «Основі» (1861 рік, № 8, стор. 1) походять списки в збірці «Сочинения Т. Г. Шевченка» (1862), в рукописних «Кобзарях» — 1865 рік, переписаному Д. Демченком, 1863—1867 роки, 1866 рік, другої половини XIX ст. та інші.

## Сюжет
За характером розгортання ліричної теми й за ритмікою вірш близький до поезій у народнопісенному дусі, написаних на Косаралі. В мотивах самотності, розлуки й зруйнованих мрій ліричного героя про особисте щастя об'єктивізувалися настрої самого Шевченка. В сюжеті вірша, можливо, є й автобіографічні натяки («Я в неволі, ти вдовою»).

## Музика
Музику до твору писали М. Лисенко, С. Воробкевич, П. Сениця.